# Петриченко Віктор Вікторович
Віктор Вікторович Петриченко (нар. 12 травня 1954, м. Кривий Ріг — 21 вересня 2014 м. Київ) –  український диригент, педагог, заслужений діяч мистецтв України (1992), народний артист України (2004).

## Життєпис
Народився 12 травня 1954 року в місті Кривий Ріг у сім'ї гірничих інженерів Юлії Василівни та Віктора Степановича Петриченків. Батьки любили музику, були музично обдарованими, мали чудові голоси і з раннього віку намагалися розвивати музичну обдарованість дітей: сина Віктора та молодшої доньки Марини. У 6 років Віктор успішно склав перші іспити одразу в три музичні школи.
Після закінчення восьми класів загальноосвітньої школи Віктор Петриченко був прийнятий до Криворізького музичного училища (диригентсько-хоровий факультет, клас Лариси Федорівни Суханової).
1973—1978 рр. — навчання у Київській державній консерваторії iм. П. I. Чайковського (клас Олега Семеновича Тимошенка), яку закінчив з червоним дипломом.
1978—1982 рр. — асистент-стажер Київської державної консерваторії. Саме у цей період розпочинається викладацька діяльність Петриченка, він здобуває  кваліфікацію диригент хору, викладач музичного вузу.
Після завершення навчання В. В. Петриченко працював хормейстером в ансамблі пісні і танцю Західного прикордонного округу. Згодом став диригентом у Національній чоловічій хоровій капелі України ім. Л. М. Ревуцького, останні тридцять років життя В. В. Петриченко –  диригент Національної академічної капели України «Думка».
Важливою сторінкою життя диригента стала його викладацька діяльність. Кілька років В. В. Петриченко викладав хорове диригування у КССМШ ім. М. В. Лисенка. І 35 років Петриченко викладав на кафедрі хорового диригування Національної музичної академії України iм. П. I. Чайковського.

## Педагогічна діяльність
Особливу увагу В. Петриченко приділяв роботі в класі диригування, роками створюючи власну систему навчання техніки хорового диригування. Його хормейстерська діяльність сприяла вдосконаленню викладацької методики, будь-яку технічну знахідку Віктор Вікторович мав змогу перевірити на практиці.
Професор В. В. Петриченко виховав плеяду українських диригентів. Його учнями були понад п'ятдесят хорових диригентів (студентів та аспірантів). Серед них народні та заслужені артисти України, заслужені діячі мистецтв України, лауреати різноманітних конкурсів хорових диригентів, викладачі вищих та середніх спеціальних закладів музичної освіти: Його учнями в НМАУ ім. П. І. Чайковського були: Никифорова (Друк) Людмила (1983—1988), Лєкарь (Палєєва) Ганна (1984—1989), Літвінова (Скрипка) Світлана (1985—1990), Мадараш Оксана, н. а. України (1989—1994), Левків Ярослав (1989—1994), Гринь Лілія (1989—1995), Тітова (Рєва) Юлія 1990—1992, Катречко (Романенко) Марина 1990—1993, Рєвтов Юрій (1992—1997), Чорнокнижников Максим (1992—1997), Гончаренко Жанна (1992—1997), Петрова Марія (1993—1998), Шалькевич Юлія (1994—1999 (2002)), Лобанова Юлія (1994—1999), Палаш Тетяна (1995—2000), Пахомова (Журавель) Інна (1995—2000 (2003)), Липська (Лімонт) Наталія (1997—2002), Герасименко (Сініцина) Олена (1998—2002), Крамаренко (Струць) Олена (1999—2004), Ярошенко Ігор, з.д.м. України (1999—2004), Пєшкова (Васенко) Ірина   (2000—2005 (2008)), Нікітюк Оксана з. а. України (2000—2005 (2008)), Даньшин Андрій (2001—2006), Анісімова (Синиця) Оксана (2002—2007), Синиця Микола (2003—2006), Коваленко (Линник) Ольга (2003—2008), Пачашинський Роман (2003—2008), Ковальчук Максим (2004—2009), Заволгін Олександр (2005—2008), Даньшин Вадим (2005—2010), Шамрицький Олексій (2006—2011), Тищенко Олександр (2006—2011), Вітренко Вікторія (2007—2012), Капішон Катерина (2007—2012), Новаковець Віктор (2008—2013), Бондаренко Олена (2008—2013), Мельніцин Євген (2009—2014), Городня Ярослава (2009—2014), Клименко Зоряна (2010—2014), Кушніренко Микола (2011—2014), Яценко Вадим (2012—2014), Савон Дмитро (2012—2014), Бабенко Олександра (2012—2014), Бєгма Наталя (2013—2014);
у КССМШ ім. М.Лисенка: Баранчук Євген (2005), Погребний Анатолій (2007).

## Творча діяльність
За роки роботи в «Думці» В. Петриченко виступив хормейстером-постановником понад сорока хорових творів великої форми українських і зарубіжних композиторів: «Панахида за померлими з голоду» Є. Станковича, кантата для народного голосу, хору та симфонічного оркестру «Чумацькі пісні» В. Зубицького, «Реквієм для Лариси» В. Сильвестрова, сценічна кантата «Carmina Burana» К. Орфа, «Credo» К. Пендерецького для хору, солістів та симфонічного оркестру, «Te Deum» А. Брукнера, «Te Deum» А. Дворжака, поема «Дзвони» С. Рахманінова, ін.
В його мистецькому доробку численні записи та інтерв'ю на радіо та телебаченні.
Творчий метод диригента В. Петриченка та методика навчання основ мануальної диригентської техніки в його вплинули на подальшу професійну діяльність теперішніх і майбутніх поколінь хормейстерів, затвердивши думку про необхідність досконального вивчення хормейстером партитури виконуваного твору ще до початку репетицій. Практичний досвід використання цієї методики довів, що за допомогою отриманих указаним чином знань хормейстер має змогу точніше передавати виконавцям технічні й емоційні меседжі та вимоги, краще  організовувати весь музичний процес.

## Нагороди
Його робота диригентом «Думки» відзначена урядовими медалями, численними грамотами і подяками.
Указом Президента України N 653/2004 від 18 червня 2004 року Віктору Петриченку було присвоєне почесне звання «Народний артист України».

## Родина
Дружина Валентина Дмитрівна — артистка Національного симфонічного оркестру України, сини Віталій та Сергій, онуки Анастасія, Єлизавета та Павло.